# Metro w Warszawie
Metro w Warszawie – jedyny w Polsce system kolei podziemnej, zarządzany przez miejską spółkę Metro Warszawskie. Składa się z dwóch linii: M1 i M2. Pierwszy odcinek linii M1, łączącej centrum Warszawy z jej południowymi dzielnicami, otwarto w 1995. Pełną projektowaną długość linia osiągnęła w 2008. Budowę linii M2, łączącej lewo- i prawobrzeżną część stolicy, rozpoczęto w 2010, a pierwszy jej odcinek oddano do użytku w 2015.

## Wprowadzenie
Pierwszą uchwałę o jego budowie podjęto w 1925. Po przerwie spowodowanej II wojną światową prace nad budową głębokiego metra rozpoczęły się na początku lat 50. od strony Pragi, jednak w 1957 zostały definitywnie przerwane. Prace projektowe nad dzisiejszym metrem trwały od połowy lat 70. W 1982 Rada Ministrów zadecydowała o budowie pierwszej linii metra w Warszawie. 15 kwietnia 1983 wbito w ziemię pierwszy pal stalowy na budowie tunelu na Ursynowie. Tę datę uważa się za moment rozpoczęcia budowy metra. Pierwsze stacje oddano do użytku w 1995.
Po 25 latach budowy, 25 października 2008, zakończono budowę pierwszej linii warszawskiego metra, oddając w tym dniu do użytku trzy ostatnie stacje (Stare Bielany, Wawrzyszew i Młociny). Zatem w ciągu 25 lat zbudowano 21 stacji oraz stację techniczno-postojową STP Kabaty. Pierwsza linia miała zostać uzupełniona w Śródmieściu o dwie dodatkowe stacje Plac Konstytucji i Muranów, plany te jednak wstrzymano.
Pierwsza linia Metra Warszawskiego przebiega przez dzielnice Ursynów (pierwsza stacja na os. Kabaty), Mokotów, Śródmieście, Żoliborz i Bielany (ostatnia stacja Młociny przy Hucie), ma 23,1 km i 21 stacji. Linia ta łączy południowe i północne dzielnice lewobrzeżnej Warszawy z centrum miasta. Średni czas przejazdu całej linii (od Kabat do Młocin) wynosi 38 minut 20 sekund. Pociągi kursują codziennie między 5:00 a północą, co kilka minut, w weekendy zaś do 3:00 rano. Z metra korzysta dziennie ok. 500 tysięcy pasażerów. Metro Warszawskie zatrudnia ok. 1500 osób.
16 sierpnia 2010 rozpoczęto budowę drugiej linii metra. Centralny odcinek II linii został otwarty 8 marca 2015. Pierwsza część odcinka wschodniego, licząca trzy stacje, udostępniona została pasażerom 15 września 2019 r. Druga linia metra przebiega przez dzielnice Bemowo, Wola, Śródmieście, Pragę i Targówek. Ma długość 19 kilometrów oraz 18 stacji.
Na jedną stację metra w Warszawie przypada obecnie ponad 57 tys. mieszkańców miasta. Średnia dla miast w Unii Europejskiej, w których istnieje metro to 25 tys. osób.
Warszawskie metro jest dostosowane do potrzeb osób niepełnosprawnych. Na każdej stacji są windy lub pochylnie (głównie na stacjach na Ursynowie) umożliwiające przejazd na stację wózkiem. Jednakże 17 września 2008 na stacji Centrum miał miejsce wypadek. Filip Zagończyk, niewidomy, spadł na tory pod nadjeżdżający pociąg. W wyniku wypadku amputowano mu nogę. To zdarzenie zwróciło uwagę na częściowe tylko dostosowanie warszawskiego metra do potrzeb osób niepełnosprawnych. Od 2011 krawędzie wszystkich peronów zostały oznakowane specjalnymi wypustkami, co ma ułatwić orientację przestrzenną osobom niewidomym.

## Historia
Pierwsze postulaty dotyczące potrzeby wybudowania metra w Warszawie pochodzą z 1903 roku.  
Pierwszy miejski projekt metra powstał w latach 1917-1918 w Sekcji Regulacji Miasta.
W 1925 podjęto uchwałę o wybudowaniu metra w Warszawie, w 1927 zatwierdzono plany i rozpoczęto badania geologiczne. W 1929 utworzono Referat Kolei Podziemnej, który miał odpowiadać za budowę. Wielki kryzys lat 30. spowodował wstrzymanie prac. W 1938 Stefan Starzyński powołał Biuro Studiów Kolei Podziemnej, które zaktualizowało plany. Rozpoczęto budowę, którą jednak przerwał wybuch II wojny światowej. Zaraz po wojnie pomysł budowy metra lub SKM w Warszawie powrócił; przebieg projektowanej wówczas linii pokrywał się mniej więcej z funkcjonującą obecnie linią M1, przy czym z 21,6 km trasy tylko 7 km miało znajdować się w tunelu. Ostatecznie jednak z projektu tego zrezygnowano.
W 1950 rząd podjął uchwałę o budowie metra głębokiego w Warszawie. Planowano, że w 1965 istnieć będą już trzy linie. Budowę rozpoczęto na Pradze 22 września 1951 na trasie, która miała przebiegać pod Wisłą. Pierwszy odcinek miał zostać oddany do końca 1959. Projektowana trasa o długości ok. 7,5 km miała mieć kształt litery Y i przebiegać od placu Wilsona (wówczas Komuny Paryskiej) poprzez Muranów do pl. Unii Lubelskiej. Na wysokości ul. Próżnej zaplanowano odgałęzienie na wschód na pl. Teatralny i Dworzec Wileński z przejściem tunelowym pod Wisłą i dalej linią jednotorową do stacji postojowej na Targówku. Z powodu rosnących kosztów w 1953 budowę ograniczono do odcinka doświadczalnego na Pradze. Wybudowano wówczas ogromną (prawie 7000 m³) komorę rozjazdową w rejonie szybu usytuowanego przy ul. Radzymińskiej, w pobliżu wiaduktu kolejowego, oraz tunel szlakowy o średnicy 6 m i długości 1270 m prowadzący od szybu przy ul. Naczelnikowskiej do wspomnianej wcześniej komory rozjazdowej. W 1957 ostatecznie zatrzymano prace, a w 1960 r. wybudowany tunel zalano wodą. 
Do pomysłu budowy metra powrócono w 1974. Powstały techniczno-ekonomiczne założenia pierwszej linii metra jednak informacje na ten temat podlegały cenzurze. Zalecenia cenzorskie dotyczące tego tematu zanotował Tomasz Strzyżewski, który w swojej książce o peerelowskiej cenzurze opublikował notkę informacyjną z 2 kwietnia 1975 roku Głównego Urzędu Kontroli Prasy, Publikacji i Widowisk. Wytyczne dla cenzorów głosiły: „Wszelkie materiały dotyczące budowy metra w Warszawie należy wstrzymywać do decyzji GUKPPiW”.
W 1982 rząd PRL zawarł umowę z ZSRR o pomocy przy budowie Warszawskiego Metra. 23 grudnia 1982 rząd podjął uchwałę nr 266/82 o budowie pierwszej linii metra w Warszawie, a 15 kwietnia 1983 budowa ruszyła. Konstruowanie pierwszego 11-kilometrowego odcinka Kabaty – Politechnika trwało z problemami 12 lat, aż do uroczystego otwarcia 7 kwietnia 1995. Po kolejnych 13 latach, 25 października 2008 budowa pierwszej linii metra została zakończona.
Umowę na budowę II linii metra z wykonawcą podpisano jeszcze w październiku 2009, następnie odbyły się projektowanie i uzyskiwanie stosownych pozwoleń, by w połowie 2011 mogła ruszyć budowa centralnego odcinka drugiej linii. Prace prowadzone były z trudnościami, miasto podpisało aneks z wykonawcą – włosko-tureckim konsorcjum AGP Metro Polska przesuwający datę oddania inwestycji.
Pierwotnie planowano, że budowa centralnego odcinka II linii zakończy się w październiku 2013, jednak prace opóźniły się m.in. z powodu zalania terenu budowy stacji Centrum Nauki Kopernik. W sierpniu 2012 budowniczowie podczas prac natrafili na ciek wodny, teren budowy stacji został zalany, zamknięto tunel Wisłostrady, a prace naprawcze trwały prawie rok, do czerwca 2013. Oficjalnie budowa zakończyła się 30 września 2014, a 6-kilometrowy odcinek II linii Rondo Daszyńskiego – Dw. Wileński został otwarty 8 marca 2015. Kolejny odcinek II linii metra od stacji Dworzec Wileński do stacji Trocka został oddany do użytku 15 września 2019. 4 kwietnia 2020 otwarty został odcinek od stacji Rondo Daszyńskiego do stacji Księcia Janusza. 30 czerwca 2022 otwarto stacje Ulrychów i Bemowo. 28 września 2022 otwarte zostały kolejne trzy stacje: Zacisze, Kondratowicza i Bródno.

### Rozwój metra

Liczba stacji i pasażerów przewiezionych metrem w poszczególnych latach

Plan rozwoju sieci metra w Warszawie do 2050 roku

| Data otwarcia        | Linia | Odcinek                               | Długość | Źródło |
| -------------------- | ----- | ------------------------------------- | ------- | ------ |
| 7 kwietnia 1995      | M1    | Kabaty – Politechnika                 | 11005 m |        |
| 26 maja 1998         | M1    | Politechnika – Centrum                | 1450 m  |        |
| 11 maja 2001         | M1    | Centrum – Ratusz Arsenał              | 1705 m  |        |
| 20 grudnia 2003      | M1    | Ratusz Arsenał – Dworzec Gdański      | 1534 m  |        |
| 8 kwietnia 2005      | M1    | Dworzec Gdański – Plac Wilsona        | 1463 m  |        |
| 29 grudnia 2006      | M1    | Plac Wilsona – Marymont               | 896 m   |        |
| 23 kwietnia 2008     | M1    | Marymont – Słodowiec                  | 1014 m  |        |
| 25 października 2008 | M1    | Słodowiec – Młociny                   | 2581 m  |        |
| 8 marca 2015         | M2    | Rondo Daszyńskiego – Dworzec Wileński | 6100 m  |        |
| 15 września 2019     | M2    | Dworzec Wileński – Trocka             | 3120 m  |        |
| 4 kwietnia 2020      | M2    | Rondo Daszyńskiego – Księcia Janusza  | 3400 m  |        |
| 30 czerwca 2022      | M2    | Księcia Janusza – Bemowo              | 2000 m  |        |
| 28 września 2022     | M2    | Trocka – Bródno                       | 3900 m  |        |

#### Budowane i projektowane odcinki
Do 2026 roku mają powstać trzy stacje zachodniego odcinka linii M2, wraz ze stacją techniczno-postojową Karolin. Przetarg na realizację pierwszego odcinka linii M3 miał zostać otwarty w 2023 roku
Dodatkowo, na linii M1 planowana jest budowa dwóch nowych stacji: Plac Konstytucji (między stacjami Politechnika i Centrum) oraz Muranów (między stacjami Ratusz Arsenał i Dworzec Gdański). Obie stacje, pierwotnie planowane w latach 80., mają zostać zrealizowane do 2026 roku.

#### Dalsza rozbudowa
Aktualny plan rozwoju sieci komunikacji szynowej do 2050 roku został przedstawiony 13 lutego 2023. Przewidywana jest budowa łącznie pięciu linii metra. W pierwszej kolejności mają być budowane: planowana wcześniej linia M3 (w pierwszym etapie ze Stadionu Narodowego na Gocław, a w dalszej kolejności pod Wisłą do stacji Żwirki i Wigury) oraz linia M4 przebiegająca w kierunku północ-południe. Linia M2 ma zostać wydłużona w odcinku zachodnim do Ursusa, a od stacji Bródno ponownie pod Wisłą, do stacji Marymont. W kierunku wschód-zachód ma zostać poprowadzona także nowa linia M5.

## Linie
Linia M1
| M1: Kabaty-Młociny |
| Kabaty – Natolin – Imielin – Stokłosy – Ursynów – Służew – Wilanowska – Wierzbno – Racławicka – Pole Mokotowskie – Politechnika – Plac Konstytucji – Centrum – Świętokrzyska – Ratusz Arsenał – Muranów – Dworzec Gdański – Plac Wilsona – Marymont – Słodowiec – Stare Bielany – Wawrzyszew – Młociny |

Linia M2
| M2: Bemowo-Bródno |
| Bemowo - Ulrychów - Księcia Janusza – Młynów – Płocka – Rondo Daszyńskiego – Rondo ONZ – Świętokrzyska – Nowy Świat-Uniwersytet – Centrum Nauki Kopernik – Stadion Narodowy – Dworzec Wileński – Szwedzka – Targówek Mieszkaniowy – Trocka – Zacisze – Kondratowicza – Bródno |

| Linia | Trasa                     | Lata budowy | Otwarcie  | W eksploatacji | W budowie | Całkowita długość | Liczba stacji |        |
| ----- | ------------------------- | ----------- | --------- | -------------- | --------- | ----------------- | ------------- | ------ |
| M1    | Kabaty ↔ Młociny          | 1983–2008   | 1995–2008 | 23,1 km        |           | 23,1 km           | 21 z 23       | [ 28 ] |
| M2    | Karolin ↔ Bródno          | od 2010     | od 2015   | 19,1 km        | 4 km      | 23 km             | 18 z 21       | [ 29 ] |
| M3    | Stadion Narodowy ↔ Gocław | od 2027     | 2030      |                |           |                   | 1 z 7         | [ 30 ] |

## Tabor
| Pojazd     | Producent                 | Liczba składów | Liczba członów | Lata dostaw | Eksploatacja |
| ---------- | ------------------------- | -------------- | -------------- | ----------- | ------------ |
| Seria 81   | Mietrowagonmasz Wagonmasz | 9 (22)         | 6              | 1990–2009   | 1995–2023*   |
| Metropolis | Alstom Alstom Konstal     | 18             | 6              | 2000–2005   | od 2000 roku |
| Inspiro    | Siemens Newag             | 35             | 6              | 2012–2014   | od 2012 roku |
| Varsovia   | Škoda Transportation      | 37             | 6              | od 2022     | od 2022 roku |

*obecnie w wybrane dni tygodnia kursuje jeden zabytkowy skład

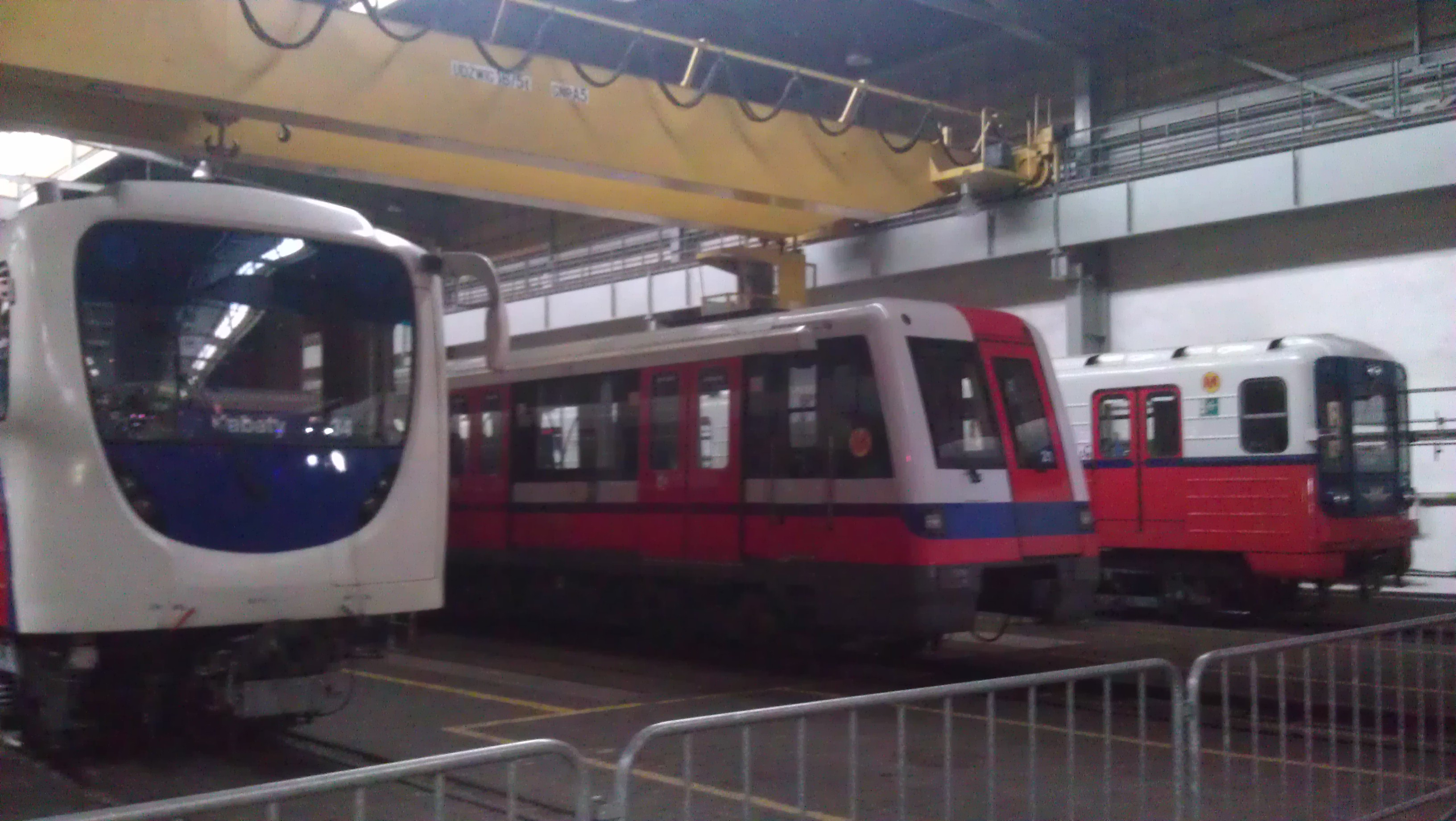
Pociągi metra warszawskiego

Wagony produkcji rosyjskiej serii 81 jeździły w składach 4-wagonowych, ale w 2006 Metro Warszawskie podpisało umowy o kupnie 30 nowych wagonów, powiększających dotychczasowe składy do 6-wagonowych. Pierwsze powiększone składy zostały oddane do eksploatacji w lutym 2007.
27 listopada 2006 zarząd spółki Metro Warszawskie podjął decyzję o kupnie kolejnych 5 pociągów 6-wagonowych. Nowe pociągi musiały być w pewnym stopniu kompatybilne z posiadanym taborem, aby jak największa liczba części i podzespołów pasowała do tych z wykorzystywanych już pociągów oraz aby nowe pociągi mogły być obsługiwane przez dotychczasową infrastrukturę metra. 18 grudnia rozpoczął się nieograniczony przetarg, który wygrał Wagonmasz z Petersburga. 25 lipca 2007 z przedsiębiorstwem podpisana została umowa na dostawę 10 wagonów z kabiną maszynisty i 20 wagonów bez kabin. Metro za wagony zapłaciło ponad 27 milionów dolarów oraz pokryło podatki i cła w wysokości około 24% tej sumy. Nowe pociągi zostały wprowadzone do użytku wraz z zakończeniem budowy pierwszej linii metra. Włączenie do eksploatacji pierwszego pociągu powinno było nastąpić w ciągu 15 miesięcy od daty podpisania umowy, a ostatni z nich włączono po 17 miesiącach. Nowe pociągi to zmodyfikowane wagony serii 81, nieco różnią się od tych już jeżdżących po torach warszawskiego metra. Są wyposażone w nowoczesną kabinę maszynisty, informację wizualną w przedziałach pasażerskich i mechaniczną wentylację.
Ostateczny termin wykonania zamówienia to 30 kwietnia 2008. Po dostarczeniu nowych wagonów metro dysponuje 228 wagonami (38 składów), czyli podobną liczbą, jaką przewidywano w latach 80. podczas planowania metra.
W nocy z 1 na 2 sierpnia 2008 do STP Kabaty dotarł nowy pociąg, który był poddawany testom na torze prób i miał wyjechać na trasę wraz z przedłużeniem linii do Młocin.

### Wagony serii 81

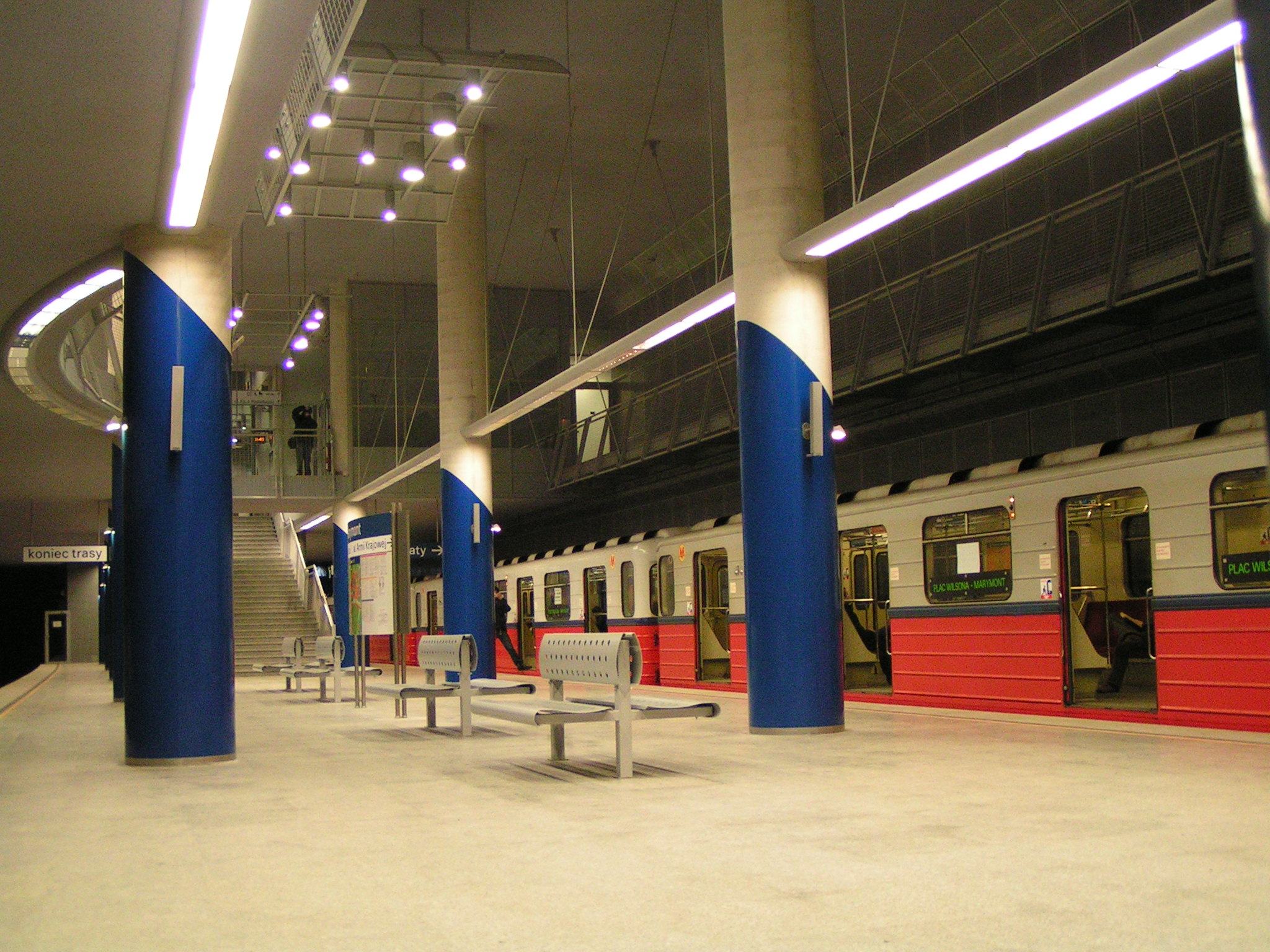
Pociąg metra warszawskiego serii 81 produkcji rosyjskiej

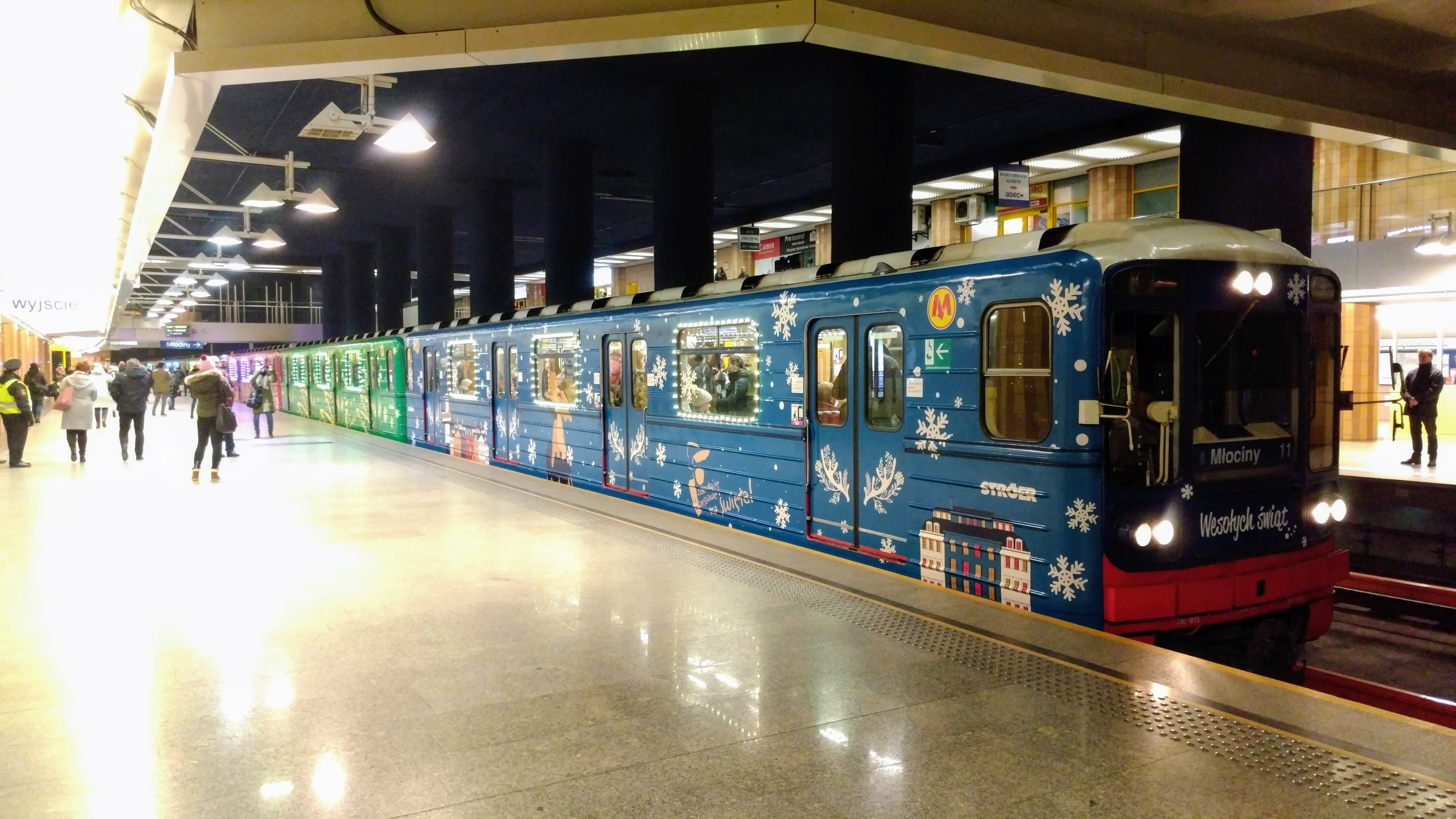
Jeden ze składów serii 81 udekorowany z okazji świąt Bożego Narodzenia na stacji Centrum

W 1982 zdecydowano o wykorzystaniu wagonów radzieckich. W latach 80. zawarto umowę między PRL a ZSRR na zakup w sumie 250 sztuk wagonów serii 81 produkcji radzieckiej dla warszawskiego metra, obsługujących całą pierwszą linię. 90 sztuk miało być darem narodu rosyjskiego dla narodu polskiego. W 1990 dostarczono 10 darmowych wagonów (2 pociągi po 5 wagonów) z zakładów produkcyjnych Mietrowagonmasz z Mytiszczi pod Moskwą. Pozostałych Warszawskie Metro nie otrzymało ze względu na zmianę sytuacji politycznej. Wówczas zdecydowano o rozesłaniu ofert do polskich i zachodnich firm. Polscy producenci nie byli w stanie zrealizować zamówienia, oferty przedsiębiorstw zagranicznych były bardzo nowoczesne, ale zbyt drogie. W efekcie podpisano umowę z Wagonmasz z Petersburga, ponieważ wagony tej produkcji były pięciokrotnie tańsze od zachodnich, choć mniej nowoczesne.
Dostawy wagonów serii 81:
- w 1990, 10 wagonów, serii 81-717.3 i 81-714.3[33], 4 wagony kabinowe, 6 bezkabinowych
- w 1994, 32 wagony, serii 81-572 (81-717P) i 81-573 (81-714P)[33], 24 wagony kabinowe, 8 bezkabinowych
- w 1997, 18 wagonów, serii 81-572.1 i 81-573.1[33], 2 wagony kabinowe, 16 bezkabinowych
- w 2007, 30 wagonów bezkabinowych
- w 2008 i 2009, 14 wagonów kabinowych, 28 wagonów bezkabinowych

W 1990 metro posiadało 2 pociągi po 5 wagonów, w 1994 dostarczono 32 wagony i z tego powstało 14 składów po 3 wagony, co już pozwoliło na obsługę ówczesnego odcinka metra (Kabaty – Politechnika). Ze względu na tłok w pociągach i wydłużeniu linii do Centrum, w 1997 kupiono kolejne 18 wagonów, co w sumie dało 60 wagonów składających się na 15 pociągów czterowagonowych.
W 2006 roku zamówiono z zakładów Mietrowagonmasz (Метровагонмаш) z Moskwy dwie dostawy odpowiednio 14 i 16 wagonów pośrednich. Pierwszą umowę podpisano 25 kwietnia, na sumę 9,3 miliona dolarów (31 mln zł netto), a  drugą 16 października tego samego roku na sumę 12,4 milionów dolarów (ok. 37 mln zł).
Ostatnie zamówienie 5 pociągów po 6 wagonów serii 81 pochodzi z zakładów Wagonmasz z Petersburga. Umowę podpisano 25 lipca 2007 roku. W 2009 Metro Warszawskie rozszerzyło zamówienie bez przetargu u tego samego producenta o kolejne 2 pociągi.
Wszystkie składy zostały przedłużone i metro dysponuje 15 pociągami sześciowagonowymi starego typu oraz 7 pociągami sześciowagonowymi nowszego typu.
Wagony serii 81, zakupione w latach 90. przejechały w warszawskim metrze już ponad milion kilometrów, dlatego przeszły naprawę główną i modernizację w bydgoskich zakładach PESA. Modernizacja zaczęła się w sierpniu 2005. Do połowy 2007 zostało zmodernizowanych 39 z 60 wagonów serii 81. Wagony były malowane, wymieniono podłogę, okna, uszczelki i poręcze, a kabina maszynisty została wyciszona. Poza tym zdjęto z wagonu zewnętrzne listwy oraz odnowiono drzwi i ich mechanizmy. Pierwsze wyremontowane wagony kursują od 2006. 12 lutego 2007 zaczął kursować pierwszy sześciowagonowy skład. Wagony, które wydłużyły pociąg, zostały włączone do ruchu po zakończeniu remontu.
W dniu 29 marca 2023 roku odbył się ostatni kurs składu nr 07. Zostanie on przekazany do Kijowa razem z dziewięcioma innymi - 01, 03, 04, 05, 06, 08, 13, 14 i 15.
Obecnie jedynym w dalszym ciągu używanym pociągiem starej serii 81 jest skład 02 składający się z wagonów z pierwszej dostawy z 1990 roku. Wyjeżdża on na tory jako skład zabytkowy tylko w poniedziałki, środy i piątki ze względu na potrzebę codziennych przeglądów. Skład 11 ma zapewnić możliwość dalszej eksploatacji składu 02 poprzez wykorzystanie jego komponentów gdy któryś z nich w składzie 02 ulegnie awarii bądź zużyciu. Natomiast pozostałe składy: 09,10 i 12 mają zostać przekazane dla metra w Charkowie.
28 listopada 2023 wycofano z eksploatacji wszystkie 7 składów nowej serii 81. W przypadku gdy zaistnieje potrzeba włączenia ich do ponownego użytku muszą one najpierw przejść przegląd wyższego rzędu.
Dane techniczne:
- szerokość wagonu 2712 mm
- wysokość wagonu nad główką szyny – 3662 mm
- długość wagonu – 19210 mm
- liczba drzwi z każdej strony – 4 szt.
- szerokość drzwi – 1200 mm
- masa wagonu – 33 t lub 34 t (w zależności od tego, czy wagon ma kabinę maszynisty czy nie)
- pojemność wagonu – 200 osób
- liczba miejsc siedzących w wagonie – 44 (40 w wagonie czołowym z kabiną maszynisty)
- moc godzinowa 4x110 kW
- napięcie znamionowe – 750 V
- sposób zasilania – 3 szyna
- przyspieszenie rozruchu – 1,2 m/s²
- opóźnienie hamowania – 1,0 m/s²
- obudowa stalowa
- prędkość konstrukcyjna wagonów – 90 km/h,
- prędkość maksymalna wagonów – 120 km/h.
- Wagony serii 81 mogą być łączone w składy od 3 do 8 wagonów. Perony warszawskiego metra mają 120 m., dlatego mieści się przy nich najwyżej skład sześciowagonowy.
- W ciągu roku pociąg serii 81 przejeżdża od 80 tysięcy do 100 tysięcy kilometrów.

### Wagony Alstom Metropolis

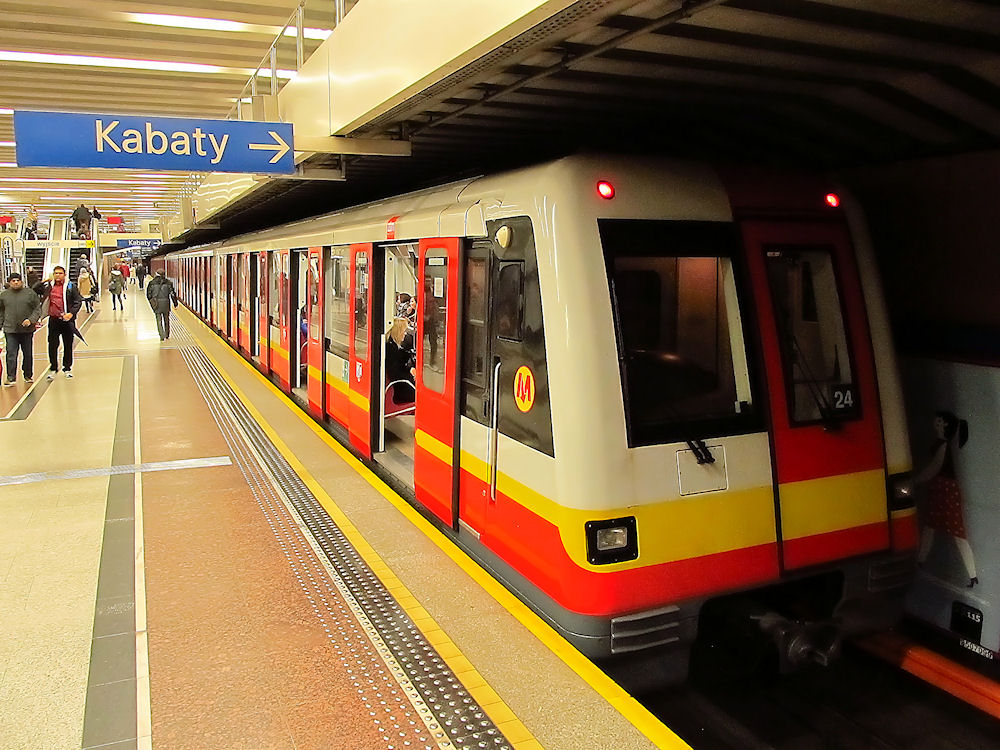
Skład Metropolis nr 17 w nowym malowaniu na stacji Wilanowska (2017)

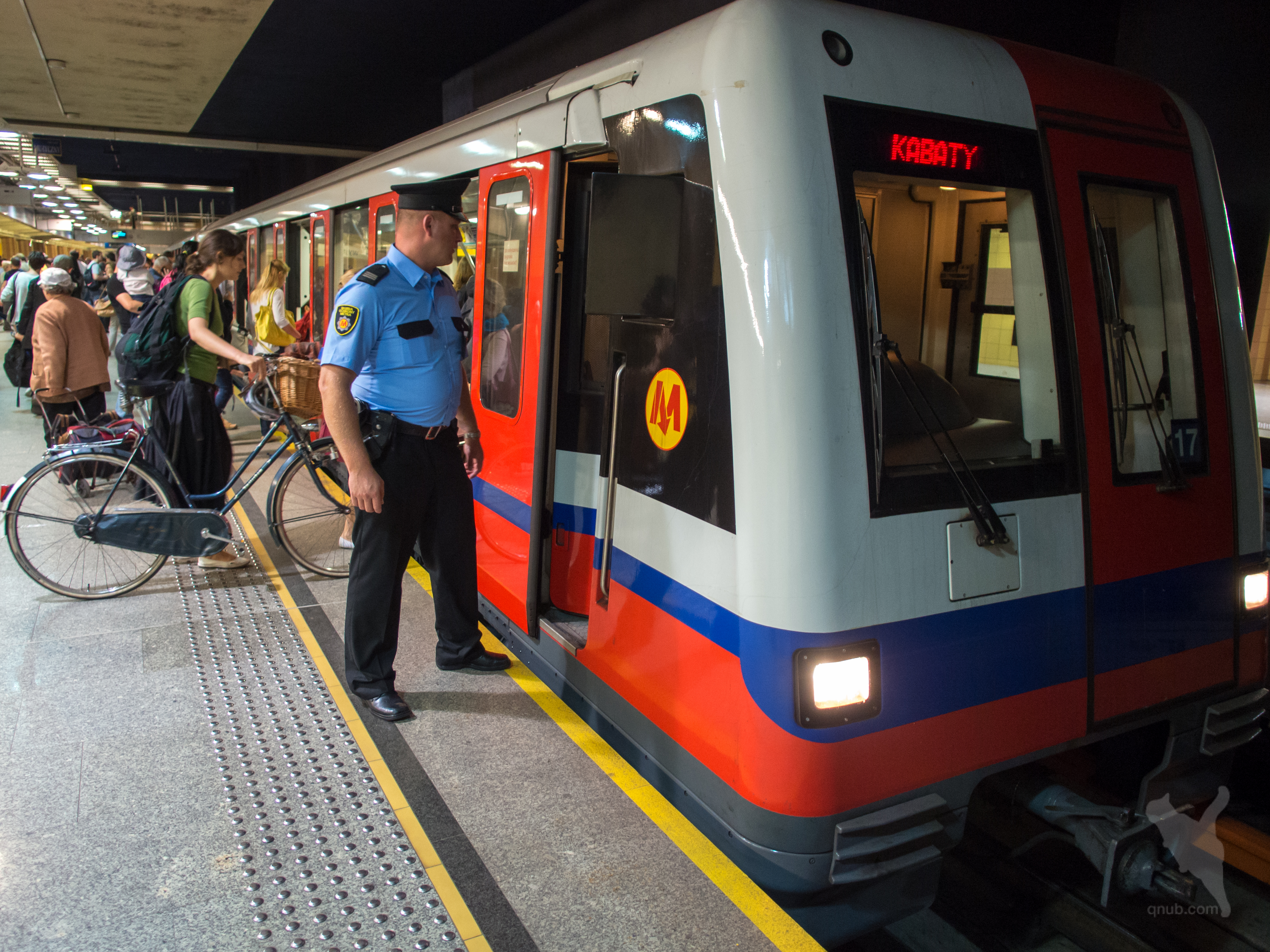
Skład Metropolis na stacji Centrum (2012)

22 lipca 1998 rozstrzygnięto przetarg na dostawę 108 nowych wagonów metra. Nowe wagony zostały zaprojektowane i wykonane przez firmę Alstom we współpracy z zakładami Alstom Konstal z Chorzowa (znanymi głównie z produkcji tramwajów). Nowe wagony należą do rodziny Metropolis, wykonane są z aluminium, stali, a spojenia połączone nitami. Wnętrze wagonu powinno być odporne na ogień i dewastację.
Dostawy wagonów Metropolis:
- w 2000 – 4 pociągi z Barcelony,
- w 2001 – 4 pociągi z Chorzowa,
- w 2002 – 5 pociągów z Chorzowa,
- w 2004 – 3 pociągi z Chorzowa,
- w 2005 – 2 pociągi z Chorzowa.

W 2000 pierwsza partia wagonów przypłynęła z Hiszpanii drogą morską do portu w Gdańsku, stamtąd koleją wagony zostały przetransportowane do STP Kabaty, gdzie przeszły testy. Kolejne wagony były produkowane w Chorzowie w zakładach należących do firmy Alstom i dostarczane do metra drogą kolejową.
Wagony pochodzące z fabryki Alstom w Chorzowie były transportowane drogą kolejową. Pociągi holowane były na własnych kołach, przed ewentualnymi uszkodzeniami chroniły je wagony osłonowe. Całą trasę Chorzów–Warszawa (ok. 260 km) pociąg z dostawą jechał 20 km/h. Niska prędkość miała zminimalizować ryzyko uszkodzenia wagonów podczas transportu. Na STP Kabaty pociąg przez miesiąc przechodził testy. Zanim składy zostały dopuszczone do ruchu pasażerskiego dokonano: dokładnego pomiaru skrajni pociągów, przeglądu technicznego, odbiorów od producenta, procedury uzyskania odpowiednich certyfikatów bezpieczeństwa i dopuszczenia do ruchu oraz jazd próbnych. Podczas testów pociągi przejechały ponad 600 km (500 km nocą w tunelu metra i 100 km na powierzchni po torze prób na STP Kabaty).

### Wagony Siemens Inspiro

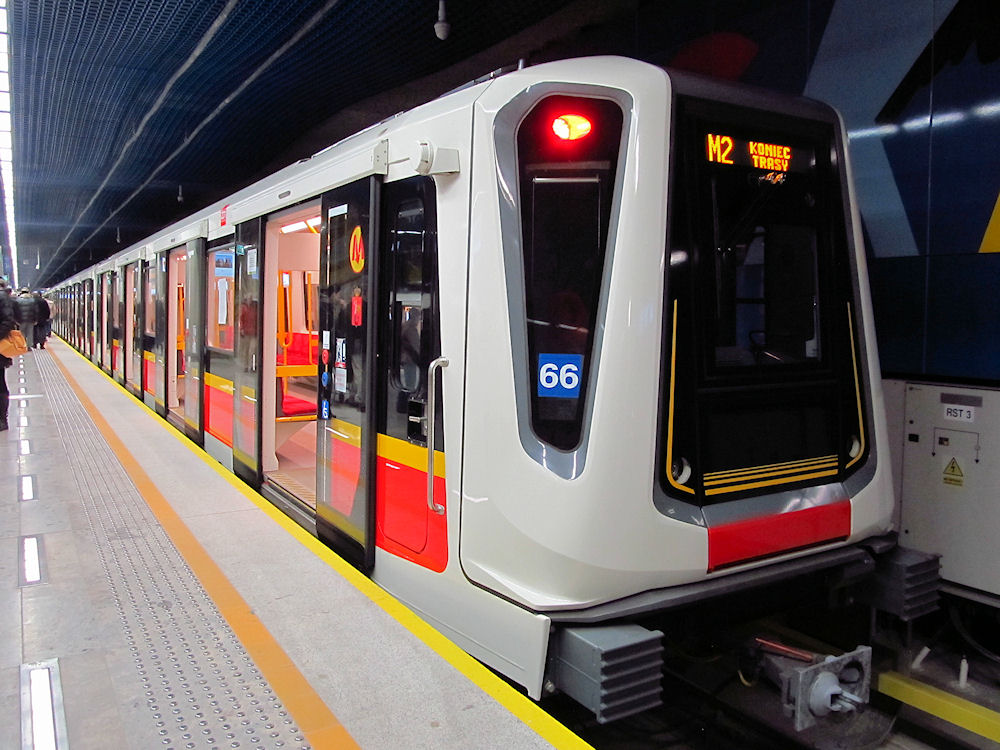
Siemens Inspiro na stacji Dworzec Wileński

W lutym 2011 podpisano umowę na dostawę 210 nowoczesnych wagonów wyprodukowanych przez zakłady Siemensa. Duża część zamówienia została wykonana w nowosądeckich zakładach stowarzyszonej firmy Newag. Umowa przewiduje także możliwość dokupienia kolejnych 105 wagonów w momencie przedłużania centralnego odcinka II linii metra. Nowoczesne wagony o nazwie „Inspiro” będą łączyć się po 6 sztuk w całkowitą liczbę 35 pociągów i, co jest nowością, umożliwiają przechodzenie pomiędzy wagonami w trakcie podróży. Koszt podpisanej umowy wyniósł 1 mld 69 mln złotych. Pierwsze składy Inspiro na tory pierwszej linii wyjechały 6 października 2013. Docelowo mają one jeździć na linii drugiej. Pociąg o długości 118 metrów mieści w sumie około półtora tysiąca pasażerów. 17 listopada 2013 doszło do awarii odbieraka prądu, w wyniku czego wystąpiło duże zadymienie tunelu oraz konieczna była ewakuacja pasażerów.

### Wagony Škoda Varsovia

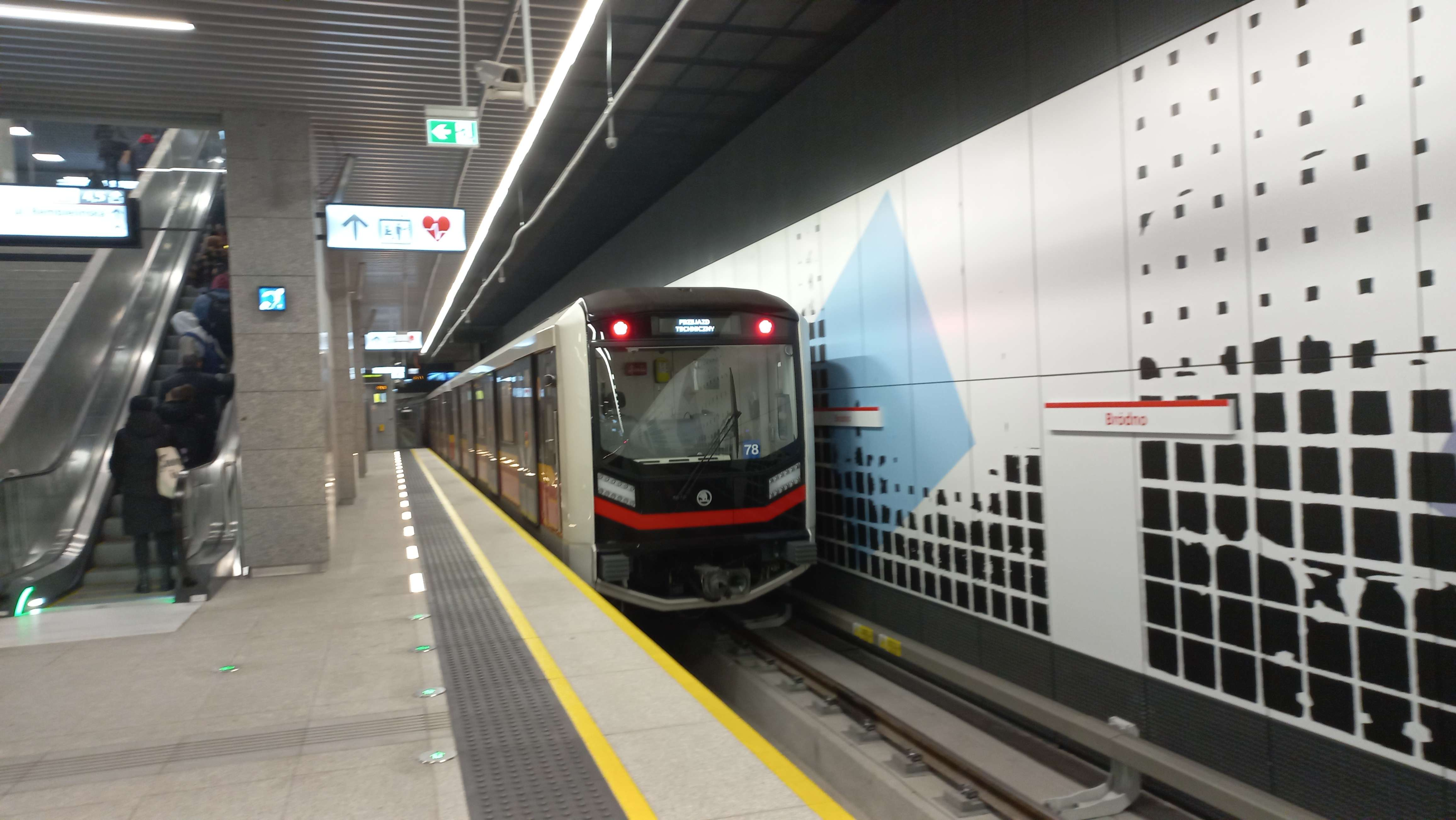
Škoda Varsovia 59WE zjeżdżająca na tory odstawcze na stacji Bródno.

W październiku 2019 roku rozstrzygnięto przetarg na dostawę 37 nowych, jednoprzestrzennych pociągów. Umowa z producentem (Škoda Transportation) została podpisana 30 stycznia 2020. Pierwszy skład dotarł do Warszawy w dniu 25 kwietnia 2022. W maju 2022 rozpoczęły się testy nowych wagonów na I linii. Pierwszy pociąg Škody Varsovii zaczął wozić pasażerów 28 października 2022.

## Bezpieczeństwo

### Straż Metra Warszawskiego
Za bezpieczeństwo kolei podziemnej odpowiedzialna jest Straż Metra Warszawskiego (do 27 maja 2018 r. Służba Ochrony Metra), której wartownicy są stale szkoleni do pełnienia specyficznej służby w obiektach infrastruktury metra. SMW odpowiada za zabezpieczenie terenu i obiektów Stacji Techniczno-Postojowej, magazynów i pomieszczeń służbowych oraz innych obiektów metra, a także za ochronę majątku metra oraz majątku użyczonego metru.
W ciągu 2005 wartownicy Służby Ochrony Metra przeszli szkolenia:
- w zakresie posługiwania się krótką bronią palną i pistoletem maszynowym
- w zakresie zagrożeń związanych z terroryzmem (podłożenie ładunku wybuchowego)

W ciągu 2006 wartownicy Służby Ochrony Metra przeszli szkolenia:
- teoretyczne i praktyczne szkolenie w zakresie bezpiecznego obchodzenia się z bronią palną,
- praktyczne szkolenie strzeleckie z broni krótkiej i maszynowej.

W jednostce SMW służyły psy wyszkolone w Zakładzie Kynologii Policyjnej w Sułkowicach, między innymi:
- labrador „Beti”, która jest przeszkolona do wyszukiwania materiałów wybuchowych.
- 3 owczarki niemieckie „Vik”, „Dik” oraz „Diego” – psy patrolowe.

### Komisariat Policji Metra Warszawskiego
Dla większego bezpieczeństwa wartowników Straży Metra Warszawskiego wspierają policjanci z Komendy Stołecznej Policji ze specjalnej jednostki Komisariatu Policji Metra Warszawskiego. Policjanci – podobnie jak Straż Metra Warszawskiego – pełnią służbę patrolowo-interwencyjną na stacjach i w wagonach. Główna siedziba Komisariatu Policji Metra Warszawskiego mieści się na stacji Centrum, ale na każdej stacji znajduje się pomieszczenie przeznaczone dla policjantów.

### Zakładowa Służba Ratownicza Metra Warszawskiego

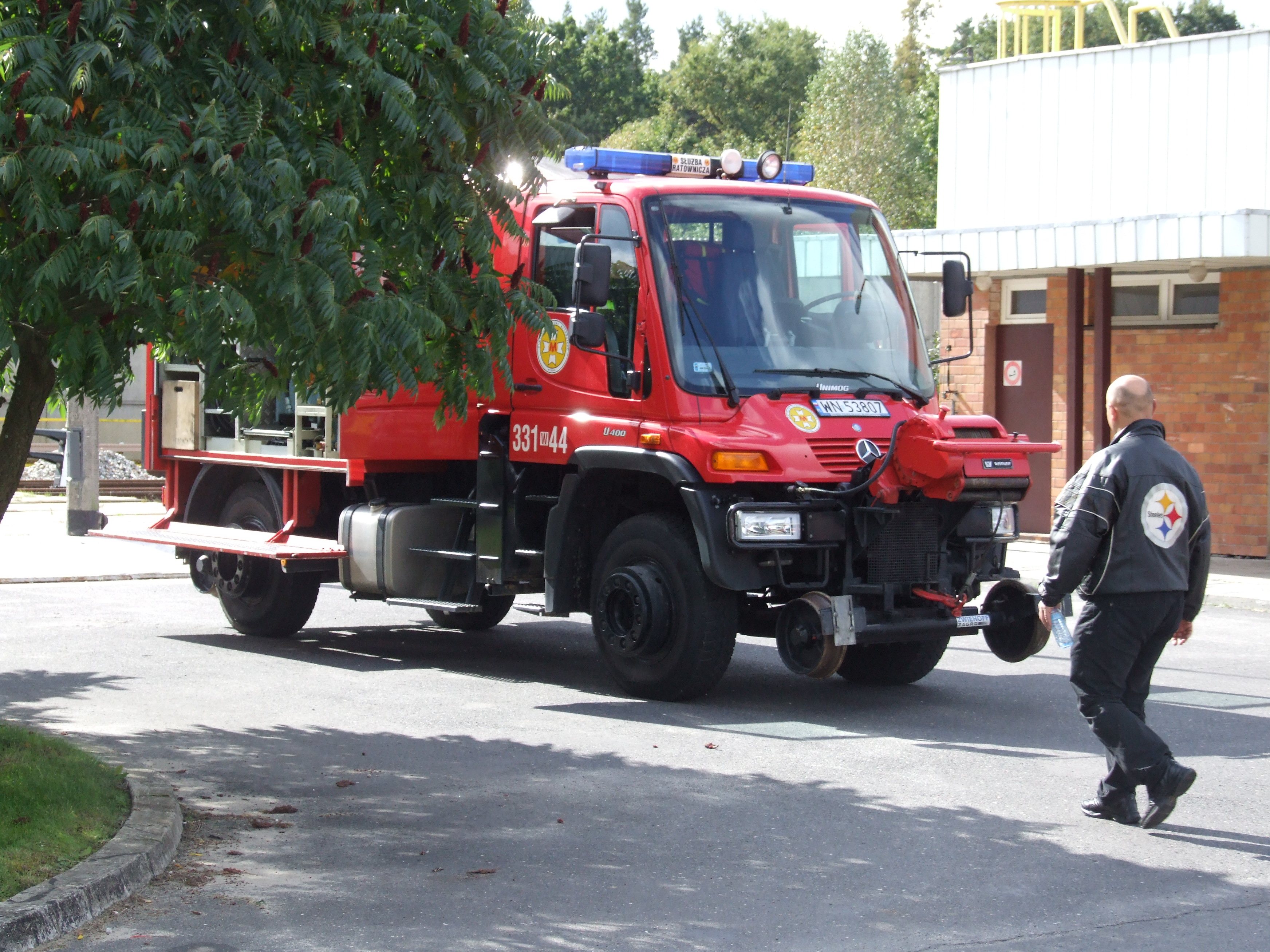
Wóz Ratownictwa Technicznego na terenie STP Kabaty

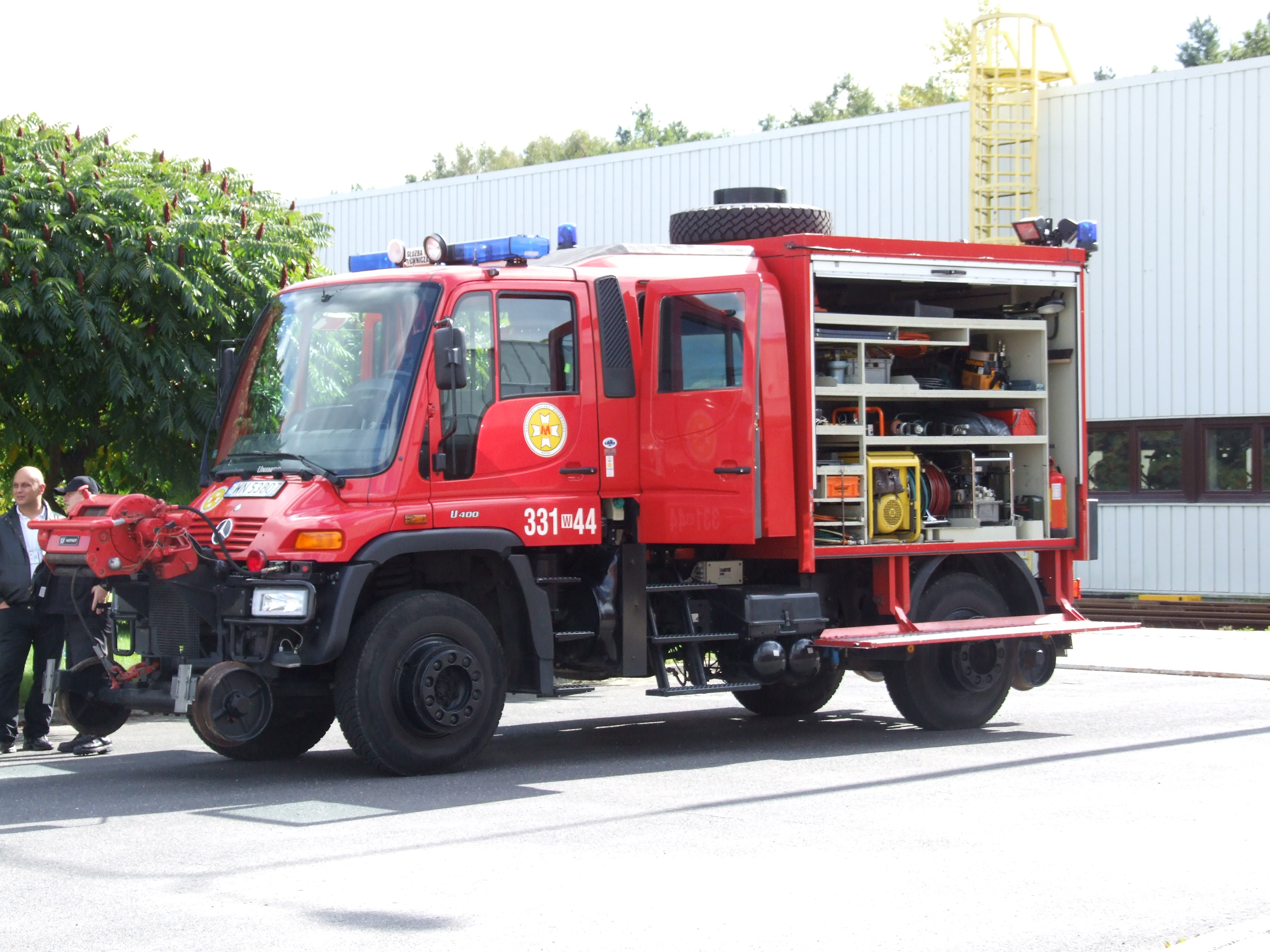
Prezentacja w trakcie Dnia Transportu Publicznego 2010

Zespół dysponujący odpowiednim sprzętem i wyszkolony do niesienia pomocy ludziom na terenie metra oraz do wspierania akcji usuwania awarii w obiektach infrastruktury metra. Na jego wyposażeniu znajdują się dwa pojazdy: gaśniczy i ratownictwa technicznego. ZSR współpracuje z jednostkami ratowniczymi służb miejskich i państwowych. Podnoszeniu sprawności działania służą wspólne ćwiczenia w tunelach, na stacjach i w wagonach metra.
Od lipca 2005 na składzie ZSR jest wóz ratownictwa technicznego Mercedes Benz-Unimog U400, zbudowany specjalnie na zamówienie warszawskiego metra za 1,2 mln zł. Pojazd jest przystosowany do jazdy zarówno po torach metra, jak i zwykłych ulicach. Jego wysokość jest dostosowana do wysokości peronów w warszawskim metrze, tak by 4-osobowa załoga mogła wysiadać od razu na stację.
W razie wypadku lub poważnej awarii wszystkie pociągi zjeżdżają na jeden tor i tory odstawcze mieszczące się za niektórymi stacjami, umożliwiając dojazd do miejsca wypadku zespołowi ratownictwa technicznego. Prędkość maksymalna tego pojazdu to 50 km/h bez względu na kierunek jazdy.
Unimog jest w stanie holować skład metra, który waży 130 ton, ale jego konstrukcja jest obliczona na holowanie nawet cięższych pojazdów, do 200 ton. Pojazd ratownictwa technicznego jest wyposażony w standardowy sprzęt ratowniczy: piły, nożyce do cięcia blachy, podnośniki itp.

### Inne środki bezpieczeństwa
- w grudniu 2006 Metro Warszawskie otrzymało z Urzędu Transportu Kolejowego świadectwa bezpieczeństwa: dla zarządcy infrastruktury kolejowej; dla przewoźnika kolejowego; dla użytkownika bocznicy kolejowej. Świadectwa ważne są do 21 grudnia 2011[49].
- 27 września 2006 metro dostało od Polskiego Towarzystwa Kardiologicznego 19 defibrylatorów. Są one w użyciu od 1 stycznia 2007 (po zmianie ustawy o ratownictwie medycznym). Urządzenia znajdują się na peronach następujących stacji: Kabaty, Wilanowska, Politechnika, Centrum (2 sztuki), Ratusz Arsenał, Dworzec Gdański, Plac Wilsona.
- W marcu 2004 metro zaczęło „żółtą kampanię informującą” o zagrożeniach jakie pasażerowie mogą spotkać w metrze i jak należy postępować w danej sytuacji. Informacje dotyczą między innymi zachowania podczas ewakuacji i alarmu bombowego[50].
- Na każdej stacji jest umieszczony żółty telefon, przez który można zawiadomić o groźnej sytuacji w metrze. W wagonach są specjalne przyciski, dzięki którym można poinformować maszynistę o niebezpiecznej sytuacji.
- Dla bezpieczeństwa pasażerów, w metrze przeprowadza się też ćwiczenia różnych służb ratunkowych:

1. Przez trzy noce od 28 do 30 października 2003 odbyły się ćwiczenia Straży Pożarnej na odcinku między stacjami Politechnika – Centrum.
2. Podobne ćwiczenia odbywały się także przez trzy kolejne noce począwszy od nocy z 4 na 5 lutego 2004 na stacji Imielin.
3. 6 marca 2004 na Dworcu Gdańskim odbyły się ćwiczenia z alarmu bombowego.
4. W nocy z 17 na 18 kwietnia 2023 w metrze warszawskim miały miejsce ćwiczenia antyterrorystów. Cała akcja miała miejsce na stacjach metra Stare Bielany i Stadion Narodowy[51].

- Na stacjach metra jest prowadzony monitoring. Kamery przemysłowe rejestrują obraz, który pomaga w analizie wydarzeń, jakie mają miejsce na stacjach oraz w STP-Kabaty.
- Wagony metra mają wbudowane urządzenia rejestrujące parametry jazdy, „czarne skrzynki” będące odpowiednikami rejestratorów parametrów lotu samolotu. Są to zaadaptowane do potrzeb metra lotnicze rejestratory skonstruowane i wyprodukowane w nowej wersji przez warszawską firmę ATM S.A.
- Stacje metra od Kabat do Wierzbna są przystosowane do pełnienia funkcji schronów. Posiadają w korytarzach wejściowych oraz tunelach szlakowych masywne, szczelne wrota z napędem mechanicznym. Ich dolna prowadnica jest w podłodze pod kamiennymi płytami obramowanymi mosiężnymi kątownikami, górna znajduje się pomiędzy belkami stropu. Stacje miały być wyposażone w systemy filtracyjne powietrza z zewnątrz, na wypadek jego skażenia. W trakcie budowy, ze względu na bardzo wysokie koszty, zrezygnowano z wyposażania dalszych stacji w te urządzenia.

## Znak metra

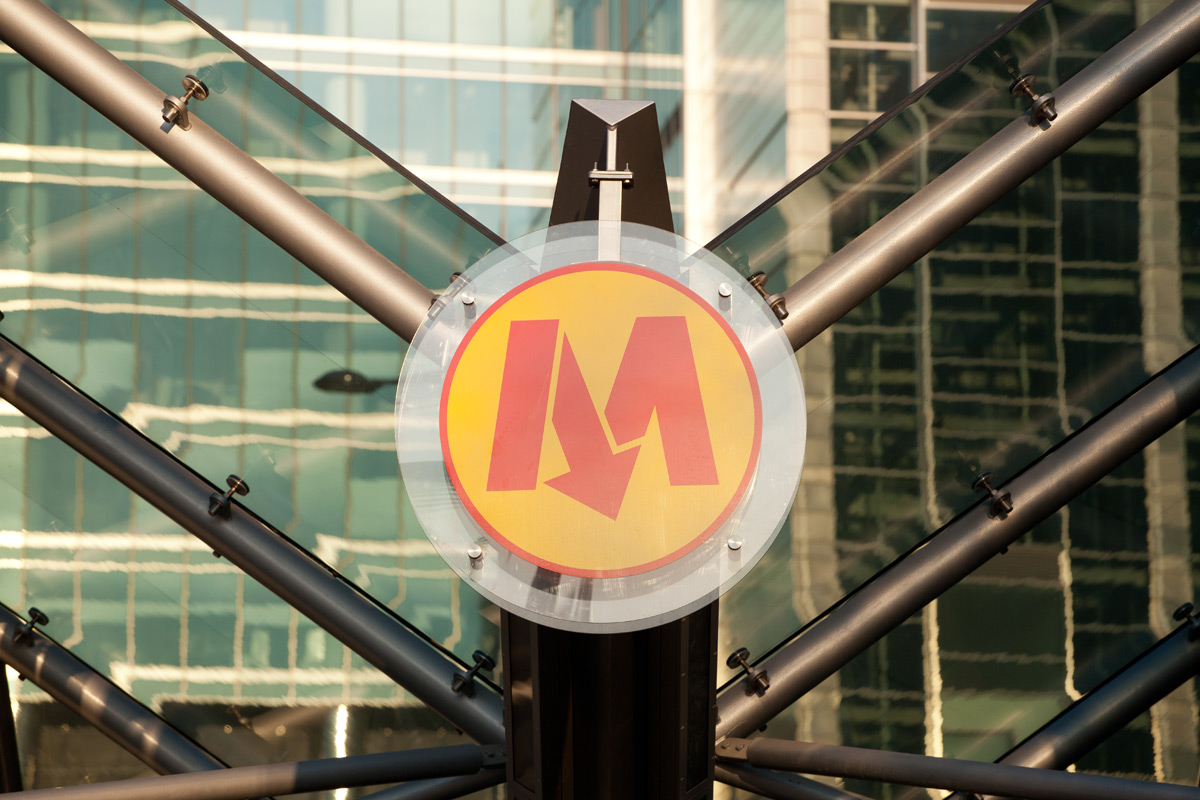
Logo metra przy wejściu na stację Rondo ONZ

Wiosną 1983 Społeczny Komitet Budowy Metra wspólnie ze „Sztandarem Młodych” i innymi społecznymi dziennikami ogłosił plebiscyt na znak warszawskiego metra. Ustalono, że musi on być uniwersalny, by można było go umieścić na wagonie, blankiecie firmowym, parkanie budowy i kasku budowniczego oraz żeby funkcjonował jako naziemne oznaczenie wejścia na stację. Logo powinno być proste, czytelne, jednoznaczne oraz możliwe powinno być zastosowanie go jako neon, co wymagało, by awers i rewers były identyczne. Nie było wymogu wykorzystania litery M. Na konkurs, prócz prac nadesłanych przez czytelników, zgłoszone zostały również projekty zawodowych grafików. Łącznie rozpatrzono 130 koncepcji i ostatecznie Generalna Dyrekcja Budowy Metra zamówiła projekty znaku u 8 grafików. W październiku 1983 prezydium Rady Narodowej m.st. Warszawy zwróciło się za pośrednictwem prasy do warszawiaków o wyrażenie opinii na ich temat. Liczba nadesłanych projektów wzrosła do 400, a ostatecznie wybrany został projekt autorstwa zawodowego grafika Witolda Popiela.
Generalna Dyrekcja Budowy Metra oraz powstałe z niej Metro Warszawskie używały znaku jako oznaczenia metra oraz przedsiębiorstwa. W 2001 autor wystąpił z pozwem o naruszenie autorskich praw majątkowych, a 16 stycznia 2004 Witold Popiel zawarł pozasądową ugodę z Metrem Warszawskim i wyraził w niej zgodę na przeniesienie praw na wszelkich polach eksploatacji w zamian za zadośćuczynienie finansowe. Znak jest chroniony prawnie w Urzędzie Patentowym.

## Informacja pasażerska

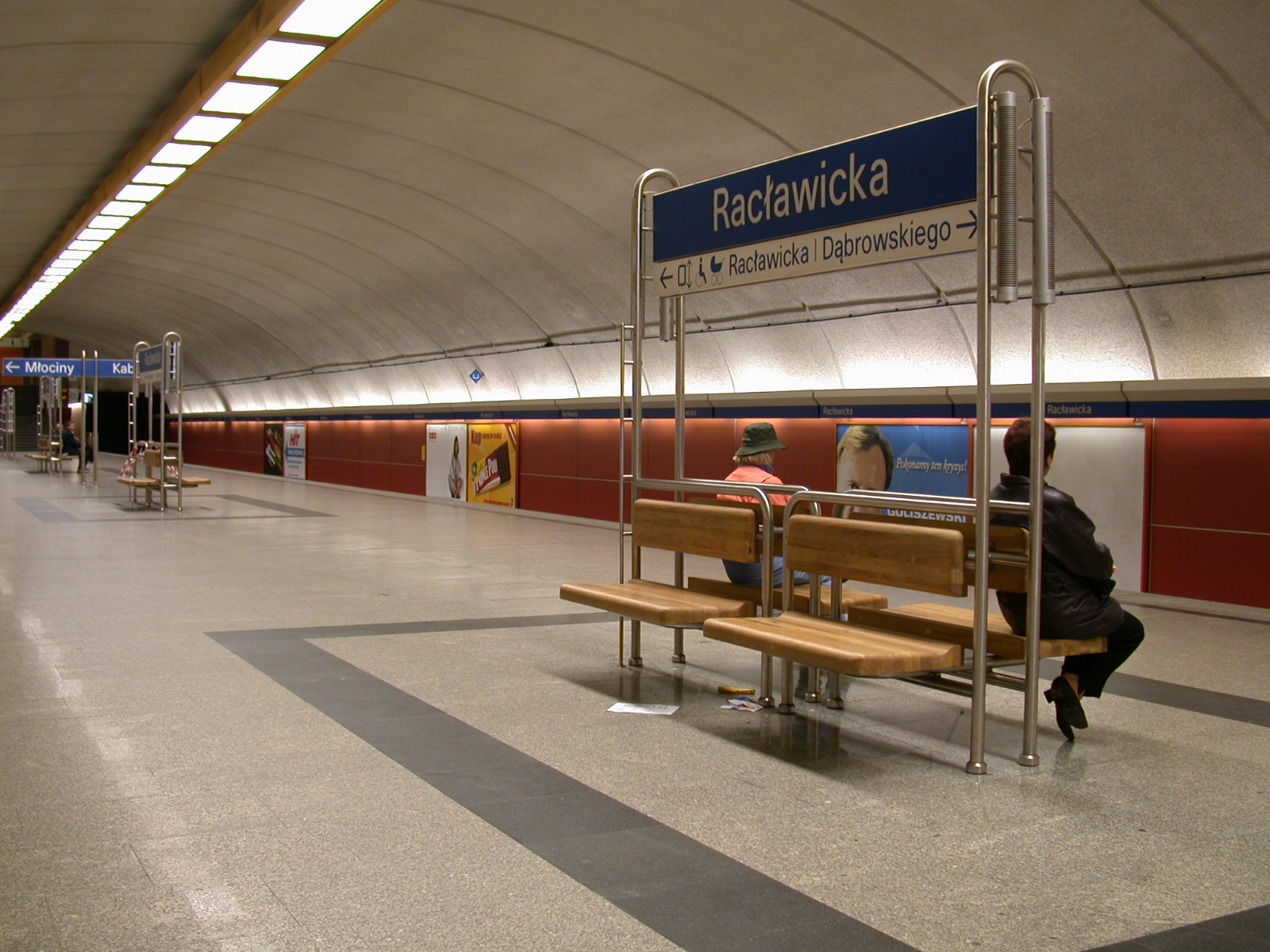
Tablica na peronie stacji Racławicka na I linii

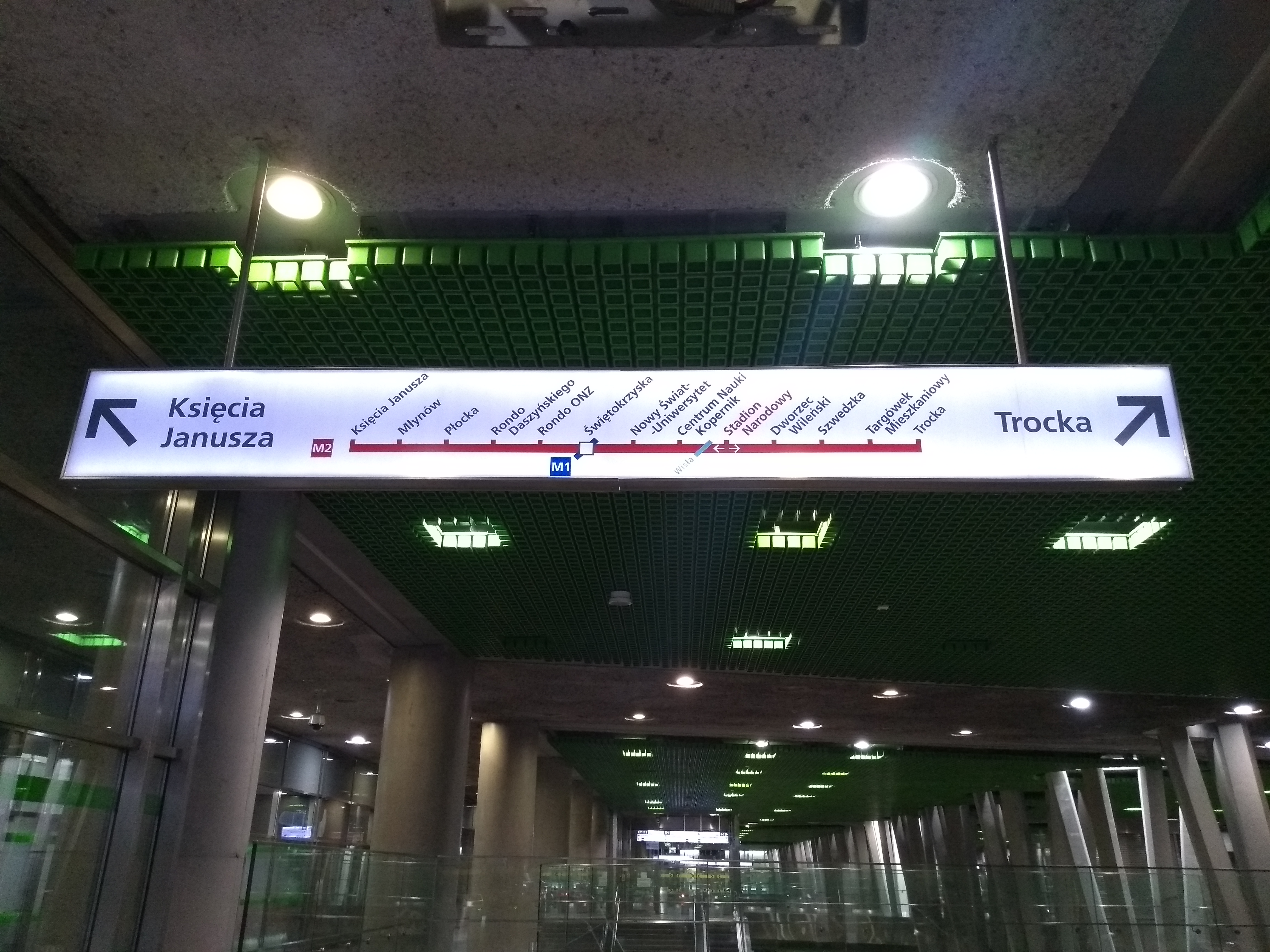
Tablica informacyjna na stacji metra Stadion Narodowy na II linii

Funkcjonujący na pierwszej linii metra system informacji pasażerskiej został opracowany w latach 80. XX wieku przez Ryszarda Bojara i Romana Duszka. Charakterystycznymi cechami systemu są:
- dominująca barwa – granatowa (kolor firmowy warszawskiego metra),
- pomarańczowe schematy okolic stacji i schematy linii metra na tle zniekształconej siatki ulic,
- linia z nazwą stacji ciągnąca się przez całą długość peronu na ścianie zatorowej, napisy z nazwą stacji widoczne są z okien pociągu,
- tablice kierunkowe z nazwą stacji końcowej zawieszone nad peronem.

Przewidziano też barwy wiodące dla kolejnych linii metra: niebieski dla I linii, czerwony dla II linii i zielony dla III linii.
Ze względu na nieuregulowanie kwestii praw autorskich do systemu i spór z jednym z autorów spółka Metro Warszawskie z polecenia Zarządu Transportu Miejskiego postanowiła zlecić opracowanie nowego systemu oznaczeń, który został wdrożony na II linii. Nowy system opracowała firma ILF Consulting Engineers Polska. Jego charakterystycznymi elementami są:
- zastosowanie kroju pisma Frutiger
- piktogramy o kanciastej formie
- utrzymanie dotychczasowych kolorów dla rozróżnienia poszczególnych linii: M1 –  niebieski (PANTONE 2935 C), M2 –  czerwony (PANTONE 186 C)
- białe tło, czerwone liternictwo i czerwony pasek u góry na tablicach kierunkowych oraz tablicach z nazwą stacji II linii
- ponumerowanie wyjść z metra na poszczególnych stacjach i zaznaczenie ich na schematach stacji, sprzyjające lepszej orientacji pasażerów
- uszeregowanie informacji na tablicach od najważniejszych do mniej ważnych
- podświetlenie większości tablic informacyjnych
- schematy komunikacji szynowej – tramwajowej i kolejowej.

Po otwarciu linii M2 Metro Warszawskie rozpoczęło przygotowania do ujednolicenia oznakowania w metrze poprzez systematyczne zastępowanie tablic informacyjnych na linii M1 tablicami informacyjnymi zgodnymi z nowym standardem. Proces, w celu obniżenia kosztów, nie zakłada fizycznej wymiany nośników, a jedynie naklejenie nowej treści na istniejące tablice, czego wynikiem jest brak podświetlenia informacji, charakterystycznego dla drugiej linii. Proces ujednolicania rozpoczął się od wymiany oznaczeń na węzłowej stacji Świętokrzyska, po której nastąpiła ponad roczna przerwa. W czerwcu 2016 podjęto wymianę informacji pasażerskiej na pozostałych stacjach M1, jednak tymczasowo zrezygnowano z wymiany nazw stacji na ścianie zatorowej i przy wejściach do metra (które otrzymały jednak numerację).

## Komunikaty głosowe
Zapowiedzi w pociągach linii M1 są czytane przez Ksawerego Jasieńskiego. Podczas Dnia Dziecka w 2005 oraz 2006 komunikaty dźwiękowe o bieżącej i następnych stacjach były wygłaszane przez dzieci. Z okazji 25-lecia Listy Przebojów Trójki w dniach 22–24 kwietnia 2007 komunikaty dźwiękowe były czytane przez Marka Niedźwieckiego.
Zapowiedzi w pociągach linii M2 są czytane przez Macieja Gudowskiego. Jego głos został wybrany w konkursie zorganizowanym przez Urząd m.st. Warszawy, Metro Warszawskie oraz Program I Polskiego Radia.
Zapowiedzi mają prosty schemat: Po ruszeniu pociągu ze stacji komunikat brzmi: „Następna stacja: <Nazwa stacji>”. Dodatkowo w pociągach serii Inspiro przy wjeździe na stację wygłaszany jest komunikat: „Stacja: <Nazwa stacji>. Drzwi otwierają się z lewej/prawej strony”. Ponadto, dla przystanków węzłowych wygłaszane są dodatkowe informacje o możliwych przesiadkach:
- Dla stacji Centrum, Dworzec Gdański i Młynów: „Następna stacja: <Nazwa>. Możliwość przesiadki do pociągów podmiejskich i dalekobieżnych. | Next station: <Nazwa>. Convenient change to suburban and long-distance trains.”
- Dla stacji Stadion Narodowy i Dworzec Wileński: „Następna stacja: <Nazwa>. Możliwość przesiadki do pociągów podmiejskich. | Next station: <Nazwa>. Convenient change to suburban trains.”
- Dla stacji Świętokrzyska: „Następna stacja: Świętokrzyska. Możliwość przesiadki do pociągów linii metra <M1/M2>. | Next station: Świętokrzyska. Convenient change to <M1/M2> metro line.”

Dodatkowo istnieje szereg komunikatów specjalnych, takich jak „Proszę nie opóźniać odjazdu pociągu”, używanych w sytuacjach wyjątkowych przez maszynistę. Ze względu na przepełnianie się łącznika między stacjami Świętokrzyska M1 i M2, od listopada 2022 przed stacją Świętokrzyska na linii M1 nadawany jest dodatkowo komunikat „Przesiadasz się do linii M2? Kieruj się strzałkami do przejścia na poziomie bramek biletowych”.

## Problemy związane z bieżącym funkcjonowaniem systemu
Istotnym problemem związanym z funkcjonowaniem kolei podziemnej w Warszawie są ewakuacje i wyłączenia stacji oraz związane z tym wstrzymywanie ruchu pociągów i skracanie ich tras (jeżdżenie w pętlach) spowodowane pozostawianym przez pasażerów na peronach bagażem. W 2018 z powodu pozostawionego bagażu na linii M1 ruch wstrzymywano 100 razy, a na linii M2 – 39 razy.
W listopadzie 2020, w związku z wywołanym przez pandemię COVID-19 spadkiem liczby pasażerów, zawieszono nocne kursy metra realizowane z piątków na soboty i sobót na niedziele.
W nocy 1 lipca 2025 roku wybuchł pożar w podstacji na stacji Racławicka. Doszło do spalenia 70 metrów okablowania związanego z zasilaniem, sterowaniem ruchem i systemem telekomunikacji, co skutkowało utrudnieniami w funkcjonowaniu obu linii metra. Linia metra M2 została uruchomiona z ograniczoną częstotliwością kursowania tego samego dnia; wieczorem uruchomiono także linię M1 na odcinku Młociny – Dworzec Gdański.